# Centre d'action sociale protestant
Pour les articles homonymes, voir CASP.
Le Centre d'action sociale protestant - CASP - est une association qui agit pour l'hébergement d'urgence de toutes personnes en situation de précarité, sans distinctions, dans toute la région Île-de-France. Elle est reconnue d'utilité publique depuis 1906.

## Action
Le CASP œuvre au sein de trois branches, l'accès aux droits, l'accès au logement, et l'accès à la vie sociale. Il anime 617 salariés et ses 330 bénévoles au sein de 81 services. En 2021, le CASP accompagne plus de 89 400 personnes, dont 11 000 demandeurs d’asile en famille et 1 600 réfugiés. Il assure l’hébergement d'urgence ou le logement de 5 960 personnes,,.
Il est membre fondateur de la Coordination de l'accueil des familles demandeuses d'asile (CAFDA), la plus importante plate-forme en France d’accueil de demandeurs d’asile.

## Histoire
En 1816, les Églises réformées de Paris fondent la Délégation générale des diaconats, un service fédérant les actions sociales des différentes paroisses. Elle siège au temple protestant de l'Oratoire du Louvre auprès du Consistoire de Paris, qui dirige le protestantisme à Paris dans le cadre des articles organiques de 1802 relatifs au régime concordataire français instauré par Napoléon Ier,,.
La loi de séparation des Églises et de l'État, promulgué le 9 décembre 1905, oblige à séparer juridiquement les actions religieuses (sous le statut de la loi de 1905) et de solidarité (sous le statut de la loi de 1901). Les protestants, favorables de longue date à la laïcité en France qu'ils ont contribué à mettre en place, forment rapidement ces nouvelles associations cultuelles. En août 1905, plusieurs mois avant le vote de la loi et pour s’y préparer, le Consistoire de Paris crée l'Association de bienfaisance parmi les protestants réformés de Paris, dont le siège est à la maison presbytérale de l’Oratoire du Louvre, rue de l'Oratoire. Elle est reconnue d’utilité publique dès avril 1906,.
En 1956, l'association d'entraide prend le nom de Centre d'action sociale et s'ouvre aux non-protestants et à l’aide à toute personne en situation de rupture, sans aucune distinction. En 1981, elle devient le Centre d'action sociale protestant en région parisienne (CASP-RP). En 2016, elle fusionne avec le centre social La Clairière, fondé en 1911 par le pasteur de l'Oratoire du Louvre Wilfred Monod dans le quartier des Halles. En 2017, elle intègre également la Fédération des associations réflexion action prison et justice (FARAPEJ), créée en 1976 par le pasteur et aumônier Jean Hoibian, qui œuvre à la réinsertion des personnes sortant de prison. Le CASP est membre de la Fédération de l'entraide protestante, de la Fédération des établissements hospitaliers et d'aide à la personne privés non lucratifs, de la Fédération des acteurs de la solidarité, et de l'URIOPSS-IDF.